# Letenye (distrikt)
Letenye är ett distrikt i Ungern. Det ligger i provinsen Zala, i den västra delen av landet, 210 km sydväst om huvudstaden Budapest.